# Signe de Tinel

Schéma d'une coupe transversale du poignet

Le signe de Tinel désigne, hors du monde germanophone, le signe de Hoffmann-Tinel, un signe clinique défini par une sensation de fourmillement ressentie dans la partie distale d'un membre lors de la percussion le long d'un nerf périphérique, témoignant d'une atteinte ou d'un début de régénérescence de ce nerf.
Il doit son nom à Jules Tinel (1879-1952), neurologue français qui travaillait notamment sur les lésions nerveuses périphériques par blessures de guerre. Cependant, la date de la première publication, en 1915 de son signe par Tinel, est postérieure de quelques mois à celle de l'Allemand Paul Hoffmann qui est éponyme du même phénomème dans les pays de culture germanique.
Ce signe est souvent recherché dans le cadre du diagnostic du syndrome du canal carpien qui consiste à percuter le nerf médian au niveau de la face palmaire du poignet, déclenchant des paresthésies le long du territoire du nerf médian, remontant dans le bras et irradiant vers les doigts.
Le signe de Tinel ne doit pas uniquement être cantoné au syndrome du canal carpien et se retrouve également dans d'autres syndromes canalaires : syndrome du canal tarsien (nerf tibial) au talon, syndrome du tunnel cubital au coude, nerf sciatique poplité externe au col de la fibula…
Par ailleurs, la nomenclature "nerf tibial postérieur" n'est plus valide, on parle de nerf tibial 
Ce signe est à la fois peu sensible et peu spécifique et donne souvent lieu à de faux résultats négatifs ou positifs.